# پونژوکای
پونژوکای (به لاتین: Ponezhukay) یک شهر در روسیه است که در آدیغیه واقع شده‌است.